# 33.º Prêmio Jabuti
O 33º Prêmio Jabuti foi realizado em 1991, premiando obras literárias referentes a lançamentos de 1990.

## Prêmios
Os premiados foram:
- Zulmira Ribeiro Tavares, Jóias de família - Romance
- Rosa Amanda Strauz, Contos/crônicas/novelas
- Affonso Ávila, Poesia
- José Murilo de Carvalho, Estudos literários - ensaios
- Haroldo de Campos, Tradução de obra literária
- José Paulo Pais, Literatura infantil
- Ricardo Azevedo, Literatura juvenil
- Luiz Maia, Ilustrações
- Tatiana Belinky, Melhor produção editorial - infantil/juvenil
- Moema Cavalcanti, Capista
- Alonso Alvarez Lopes, Melhor produção editorial com a coleção ptyx

## Ver Também
- Prêmio Prometheus
- Os 100 livros Que mais Influenciaram a Humanidade
- Nobel de Literatura